# Solomon Schindler

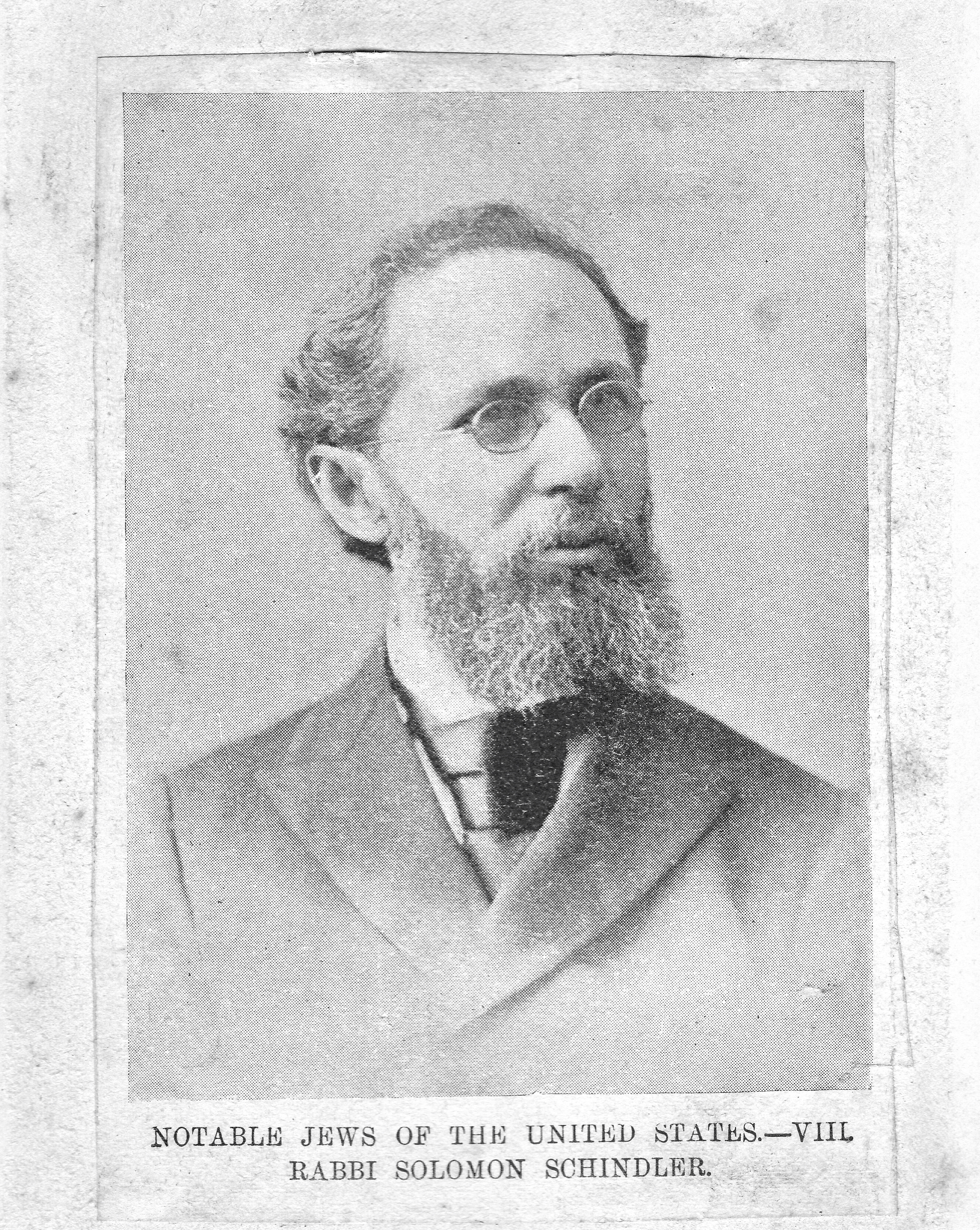
Solomon Schindler

Solomon Schindler (geboren 24. April 1842 in Neisse, Königreich Preußen; gestorben 1915 in USA) war ein deutsch-amerikanischer Rabbiner und Autor.

## Leben
Nach seiner theologischen Ausbildung in Breslau wurde Schindler 1868 beauftragt, eine kleine Gemeinde in Westfalen zu leiten, wo er jedoch aufgrund seiner Reformtendenzen auf Widerstände stieß und von seinem Amt zurücktrat. 1871 emigrierte er in die USA und leitete als Rabbiner die Gemeinden von Hoboken, New Jersey, und ab 1874 die Kongregation Adath Israel in Boston, Massachusetts. 1888 wurde Schindler einstimmig von allen politischen Parteien in die Schulbehörde von Boston gewählt. 1894 gab er sein Rabbinat auf, um das Amt des Superintendenten der Föderation der jüdischen Wohltätigkeitsorganisationen von Boston anzunehmen. 1899 trat er von dieser Position zurück, um bis 1905 die Leitung im Leopold Morse Home, einem Waisenhaus in Mattapan, zu übernehmen.

## Veröffentlichungen (Auswahl)
- History of the Jews of Boston. Boston 1892.
- One of a Thousand. Boston 1890.